# Carabanchel
Carabanchel es uno de los 21 distritos que conforman la ciudad de Madrid, España. Se divide administrativamente en siete barrios: Comillas, Opañel, San Isidro, Vista Alegre, Puerta Bonita, Buenavista y Abrantes. En 2023 tenía una población de 274 406 habitantes, siendo por ello el distrito más poblado de la capital. 
Se encuentra situado en el sector sur de la ciudad, entre las autopistas M-30, M-40, A-42 y la vía Carpetana. Limita al norte con el río Manzanares y con el distrito de Arganzuela; al sur, con la localidad de Leganés; al este, con el distrito de Usera; y al oeste, con el distrito de Latina. Toma su nombre de los antiguos municipios de Carabanchel Bajo y Carabanchel Alto, que fueron anexionados a Madrid en 1948.

## Historia
El origen del topónimo está muy discutido. Jaime Oliver Asín propone una derivación de la voz «carab» que era como se llamaba el propietario de tierras de cultivo, en estas tierras era frecuente el cultivo del garbanzo. La primera vez que se menciona Carabanchel por escrito es el 1 de enero de 1181, en un documento por el que Pedro Manrique de Lara y su hermana María ceden la propiedad de la villa de Carabanchel, bajo pago de 100 maravedíes en los que la aldea y su territorio estaban empeñados, a Gonzalo Díaz con la particularidad de que se califica a la población como dulce perla (el pergamino original se encuentra en el archivo de la catedral de Toledo). Diez años más tarde, en 1191, las tierras de Carabanchel son de nuevo vendidas a Lupo Petriz por 300 maravedíes.

## Geografía
El territorio de los distritos de Carabanchel y Latina perteneció a los antiguos municipios de Carabanchel Alto y Carabanchel Bajo. Estos fueron anexionados a Madrid en 1948 y convertidos en un único distrito denominado Carabanchel. Gran parte de los términos municipales de ambos municipios fue propiedad de Eugenia de Montijo, que los donó a órdenes eclesiásticas para que se dedicaran a centros de educación. Con el tiempo estos terrenos fueron urbanizados.
El distrito linda con el municipio de Leganés por el sur, con el distrito de Latina por el oeste y el norte y con el de Usera por el este. Al noreste limita con el distrito de Arganzuela, al otro lado del río Manzanares.

## Demografía
Según el padrón municipal del año 2015, la población de Carabanchel es de 240 230 habitantes, en descenso progresivo desde que en 2009 alcanzó los 256 973 habitantes.

## Administración y gobierno
Los concejales presidentes son nombrados por el alcalde de Madrid.

## Transporte

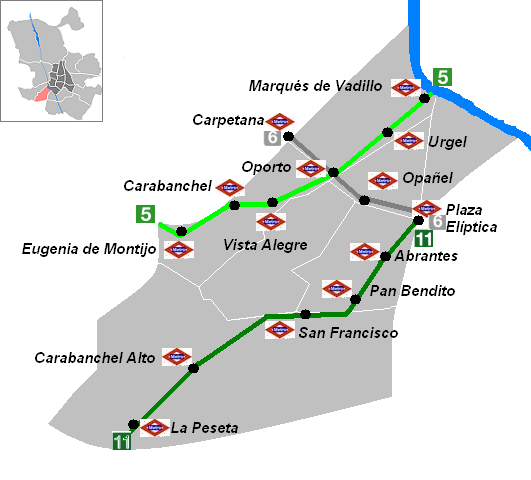
Localización de las estaciones de metro de Carabanchel y el recorrido que hacen las líneas 5, 6 y 11 por el distrito

### Metro de Madrid
Carabanchel tiene 14 estaciones de metro.
La primera línea de metro que llegó a Carabanchel fue el 4 de febrero de 1961 la línea S del Ferrocarril suburbano de Carabanchel actuales líneas 5 y 10 del Metro el tramo comprendía las estaciones de Carabanchel, Aluche, Campamento, Batán, Lago y Plaza de España. La estación más antigua del Distrito es la de Carabanchel de la línea 5, inaugurada en 1961. Las más modernas son las de San Francisco, Carabanchel Alto y la Peseta que fueron abiertas en noviembre de 2006, siendo las estaciones más amplias, grandes, con ascensores más anchos y modernas de todo Carabanchel. En 2022 se han iniciado las obras de una nueva estación en el distrito, la de Comillas en la ampliación de la línea 11.

### Autobuses

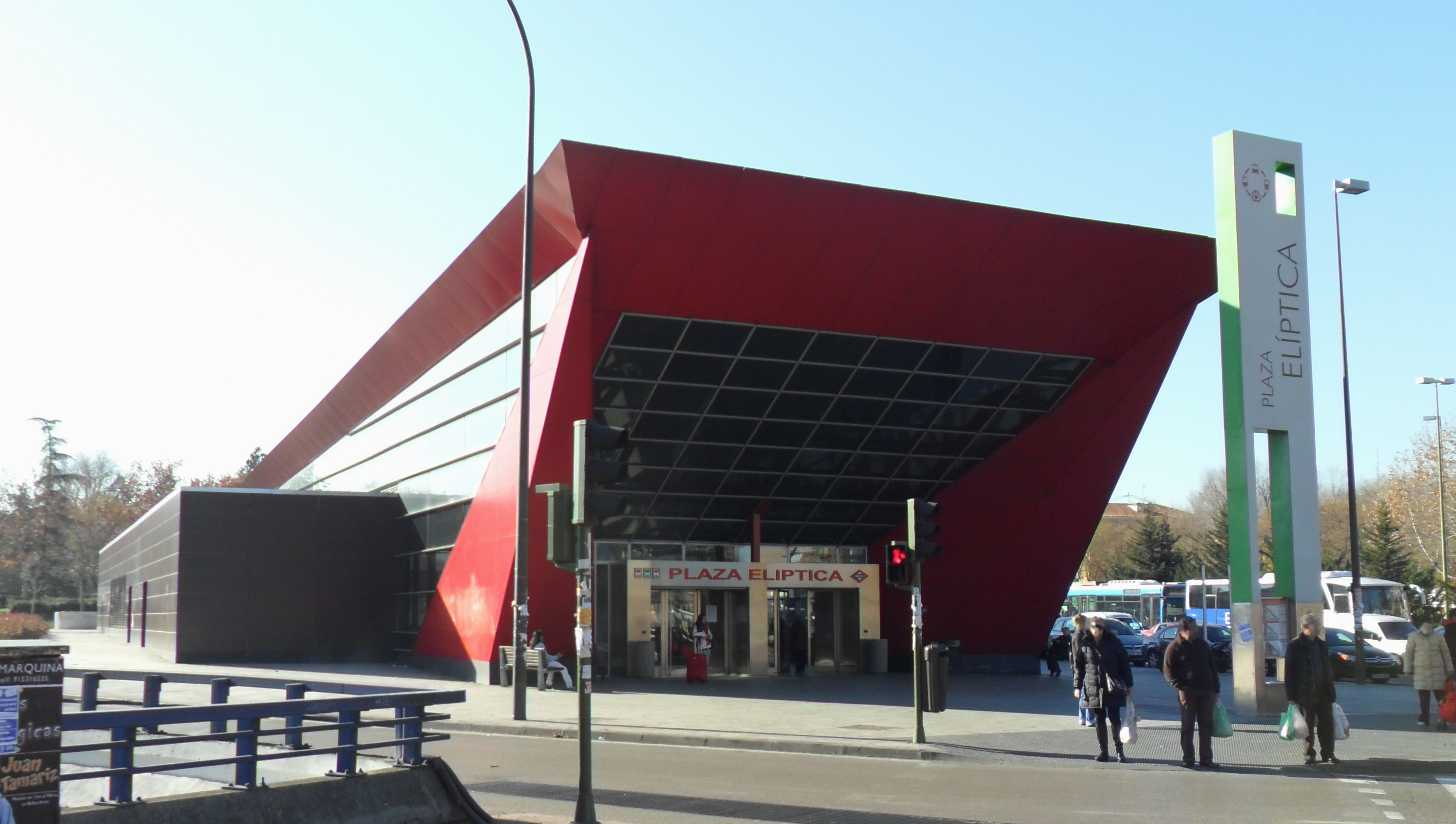
Plaza Elíptica, con dos líneas de metro (6 y 11), además de un intercambiador de autobuses urbanos e interurbanos

Carabanchel tiene varias líneas urbanas e interurbanas y dos intercambiadores intermodales de autobuses y metro, el de Oporto, en superficie y el de Plaza Elíptica, subterráneo. De ellos salen varias líneas de autobuses y las líneas de metro 6 y 11 que conectan Madrid con Leganés, Getafe y Parla.

### Carreteras
Carabanchel es un distrito muy bien comunicado se encuentra entre las dos principales vías de circunvalación de Madrid: la M-30, actualmente llamada Calle 30 desde su soterramiento y la M-40. La carretera de Toledo A-42 finaliza en la Plaza Elíptica.
Además de estas carreteras principales el distrito cuenta con 2 carreteras secundarias: la M-421 (Leganés-Carabanchel Alto) (siete kilómetros) y la M-425 (Leganés-Vía Lusitana) que comunican Leganés y Carabanchel en poco minutos. Estos dos carreteras secundarias también unen la M-40 con la M-45 (tercera carretera de circuvalación de Madrid situada entre la M-40 y la M-50).

## Barrios

Distribución de los barrios de Carabanchel

Carabanchel es el distrito más poblado de Madrid, su población es de 243 998 habitantes según datos abiertos del Ayuntamiento de Madrid con fecha 1 de enero de 2017, también es uno de los distritos más densamente poblados de la ciudad. Administrativamente se divide en siete barrios: Comillas, Opañel, San Isidro, Vista Alegre, Puerta Bonita, Buenavista y Abrantes. Todos estos barrios tienen una población superior a los 30 000 habitantes, el barrio más poblado de todos es Vista Alegre con casi 50 000 habitantes. Cada uno de estos barrios a su vez tiene sus barriadas o colonias como en San Isidro (El Tercio), en Abrantes (Pan Bendito, Colonia Velázquez, San Vicente de Paúl), en Puerta Bonita (Colonia de la Prensa), en Buenavista (Carabanchel Alto, Barrio de la Peseta), etc.

## Lugares de interés

### Puentes
El Puente de Toledo sobre el río Manzanares, es el más antiguo del distrito de Carabanchel.
También cabe destacar las pasarelas históricas peatonales: Pontona norte del puente de Toledo y Pasarela histórica del Parque de la Arganzuela así como la Presa n8.
El Puente monumental de Arganzuela de Dominique Perrault.

### Cementerios
Los cementerios, también llamados Sacramentales, con valor histórico-artístico son: Sacramental de San Lorenzo y San José; Sacramental de Santa María; Sacramental de San Miguel, Santa Cruz, Santos Justo y Pastor y San Millán; Sacramental de San Isidro, San Pedro, San Andrés y Ánimas Benditas; cementerio británico de Madrid.

### Edificios religiosos
Los edificios religiosos de valor arquitectónico, histórico o artístico son: 
- Ermita de Santa María la Antigua (Madrid); fue parroquia y es la ermita o capilla del cementerio.
- Ermita de San Isidro. La primera ermita data de 1528, cuando la emperatriz Isabel de Portugal ordenó su construcción junto al manantial donde brota agua que la tradición popular considera milagrosa.[14]
- Torre de la iglesia parroquial de San Pedro, perteneciente a la antigua iglesia del mismo nombre está situada en el barrio de Buenavista
- Iglesia parroquial de San Sebastián Mártir, en la plaza de Carabanchel Bajo frontera al edificio del Ayuntamiento.
- Nueva parroquia dedicada a Santa Maravillas de Jesús, diseñada por el arquitecto español Diego Cano Lasso.

### Otros edificios
- Cárcel de Carabanchel, derruida en 2008.
- Palacio Viejo de la Reina María Cristina de Borbón y Estufa Grande
- Reformatorio Príncipe de Asturias (Centro de Formación Técnico Profesional Puerta Bonita y Centro de Menores RENASCO
- Colegio de Santiago (Residencia de estudiantes de los huérfanos del Ejército de Tierra)
- Palacio Nuevo del Marqués de Salamanca o palacio de Vista Alegre
- La Posesión de recreo del Conde del Campo Alange o Quinta de los Padres Marianistas: Casa-palacio (hoy, colegio Hermanos Amorós.
- El Palacio de Vistalegre Arena es un edificio multiusos, concebido inicialmente como plaza de toros, situado en el barrio de Vista Alegre.

## Deporte
En Carabanchel se ubica el Real Club Deportivo Carabanchel (fundado en 1916) que juega en el Campo de La Mina, el Club Deportivo Puerta Bonita (fundado en 1942) y la escuela de fútbol Carabanchel (fundado en 1990).
La Federación Madrileña de Fútbol dispone de los campos de fútbol "Ernesto Cotorruelo" ubicados en el barrio de Abrantes. 
La Vuelta Ciclista a Carabanchel se celebró durante 38 años hasta ser cancelada en 2013, recuperandose en 2016.

## Zonas verdes
Carabanchel cuenta con más de 150 hectáreas de zonas verdes.

## Fiestas
- Cabalgata de Reyes Magos de Carabanchel el 4 de enero
- San Isidro, 15 de mayo.

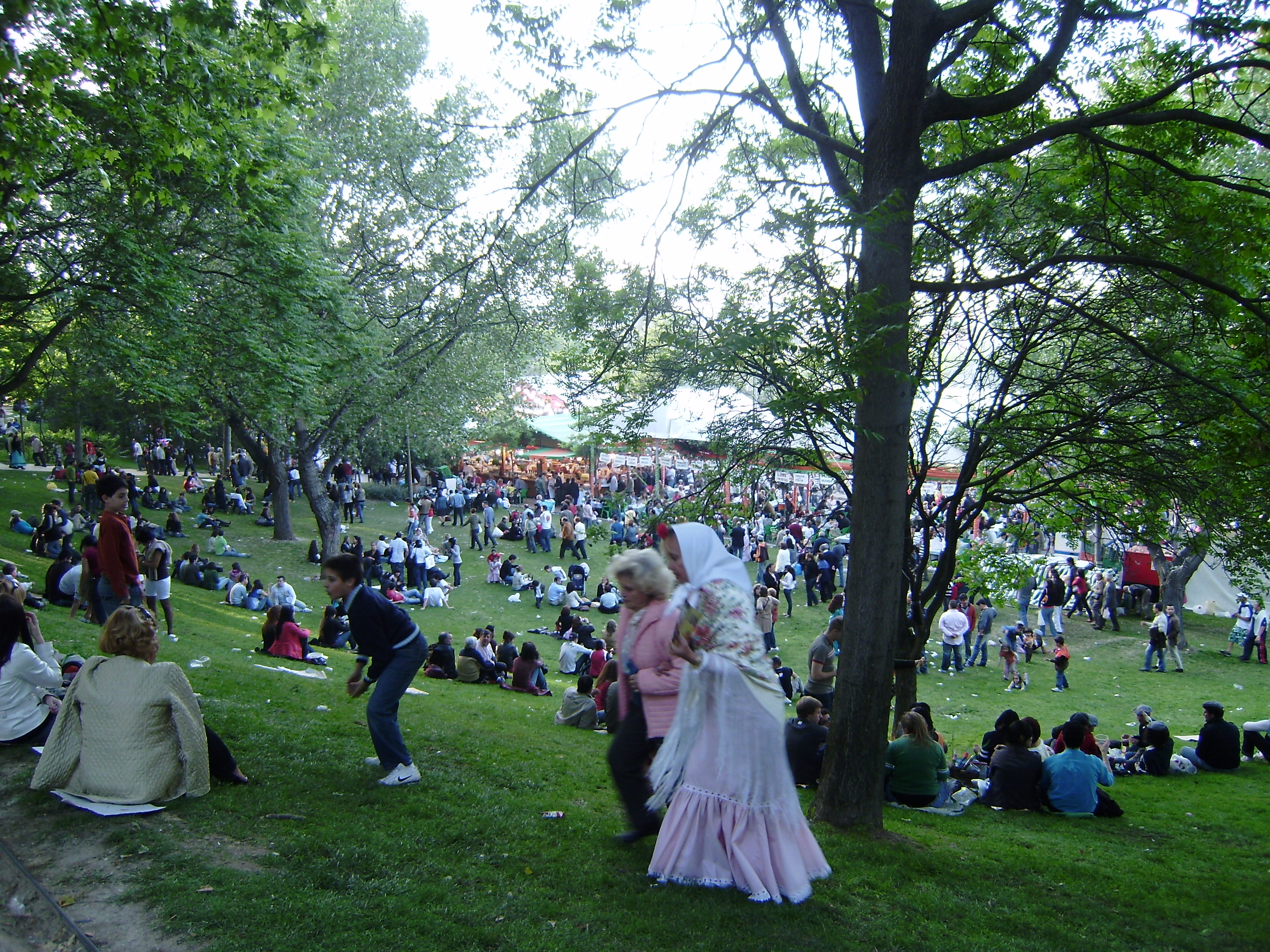
Madrileños almorzando en la pradera durante las Fiestas de San Isidro, las fiestas más importantes de Carabanchel

- Apóstol Santiago (el Mayor), del 24 al 28 de julio. Se celebra en la Plaza de Carabanchel Bajo donde se encuentra el casco antiguo que representa el pueblo que un día fue este barrio.